# دره نقدی
درّه نقدی روستایی است از توابع شهرستان بروجرد در استان لرستان. این روستا در دهستان دره‌صیدی در بخش مرکزی این شهرستان قرار دارد. دسترسی به این روستا از طریق جاده اراک به بروجرد میسر است.

## جمعیت
بنابر سرشماری مرکز آمار ایران، جمعیت دره نقدی در سال ۱۳۸۵ برابر با ۱۲۱ نفر بوده‌است که از این میان ۶۶ نفر مرد و بقیه زن بوده‌اند. این روستا ۲۵ خانوار دارد.